# Izabela Wilczyńska-Szalawska

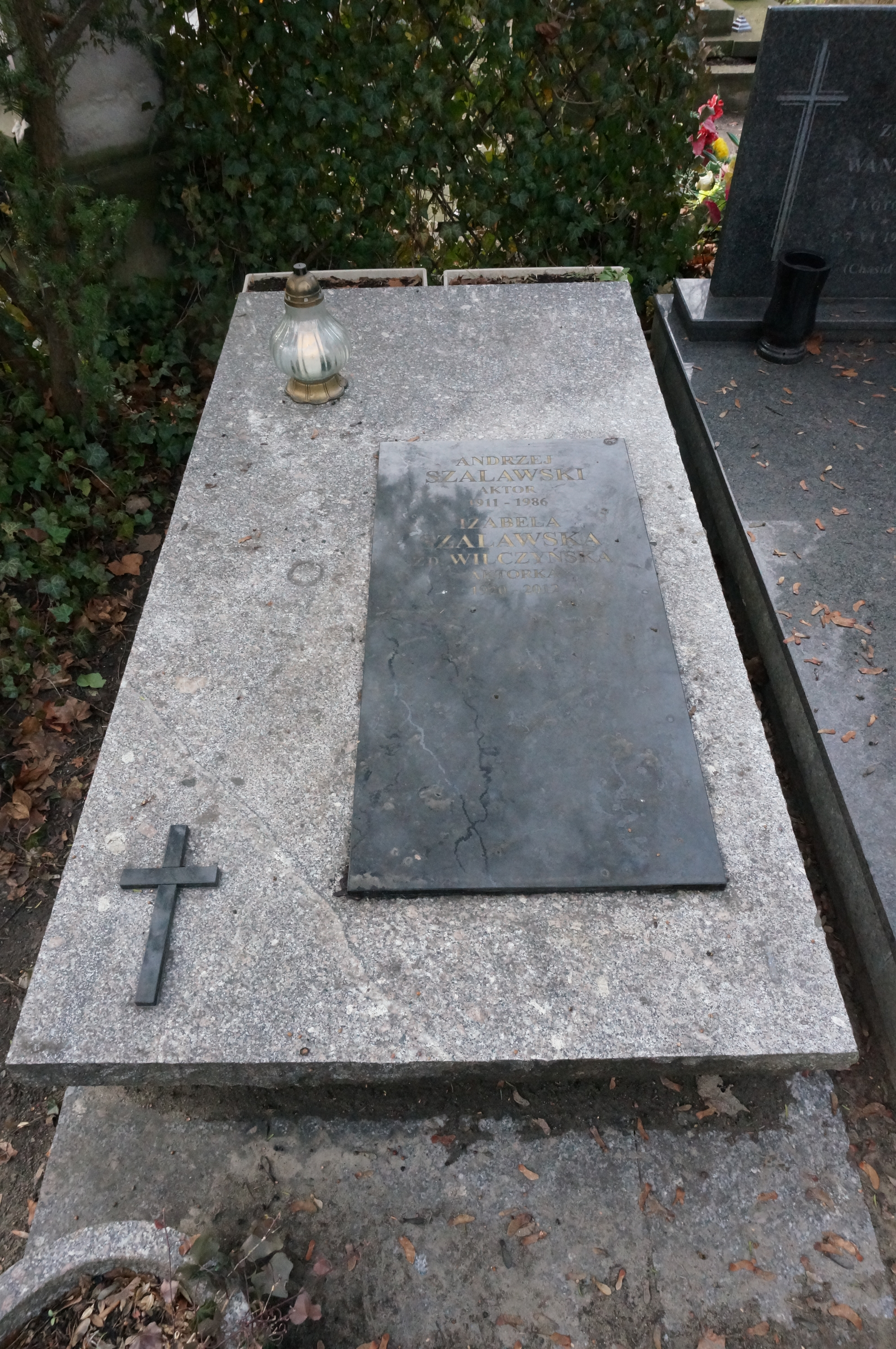
Grób Izabeli Wilczyńskiej-Szalawskiej na cmentarzu Powązkowskim w Warszawie

Izabela Wilczyńska-Szalawska właśc. Wilczyńska (ur. 4 września 1920 w Warszawie, zm. 20 listopada 2012 w Piasecznie) – polska aktorka teatralna i filmowa.

## Życiorys
Urodziła się w rodzinie Wiktora i Anny z Ryhasiewiczów, była siostrą Andrzeja i Jana. Razem z rodziną przeniosła się do Grodna, gdzie ukończyła Gimnazjum im. Emilii Plater. Należała do wielu organizacji młodzieżowych, m.in. do harcerstwa i Przysposobienia Wojskowego Kobiet.
W czasie II wojny światowej pracowała jako kelnerka w restauracji „Soldatenheim” w Grodnie, od 1942 roku była żołnierzem Armii Krajowej, po przeniesieniu do Warszawy w 1944 roku - w Zgrupowaniu „Leśnik” - 1. kompania, uczestniczyła w powstaniu warszawskim jako sanitariuszka ps. „Iza”, „Plater”.
Po wojnie absolwentka Studio Iwo Galla w Gdyni, w latach 1946–1948 była adeptką w Teatrze Wybrzeże w Gdyni. Na scenie debiutowała 20 listopada 1946 roku. Następnie występowała w teatrach: Polskim w Warszawie (1948–1949, 1950–1956), Miejskich Dramatycznych w Krakowie (1949–1950), Powszechnym w Warszawie (1956–1959, 1975–1981), Ateneum w Warszawie (1959–1965). W latach 1965–1975 występowała w Teatrze Wybrzeże w Gdańsku. Od 1975 do 1981 roku ponownie w warszawskim Teatrze Powszechnym. W latach 1958–1973 występowała w słuchowiskach Teatru Polskiego Radia.

### Życie prywatne
Była dwukrotnie zamężna. Po raz pierwszy, od 1947 roku z Bronisławem Trońskim, a po rozwodzie w 1963 roku z Andrzejem Szalawskim. Z pierwszego związku pochodzi syn Marcin, aktor.
Zmarła 20 listopada 2012 roku w Domu Artystów Weteranów Scen Polskich, pochowana 3 grudnia 2012 roku na cmentarzu Powązkowskim (kwatera 256-1-20).

## Filmografia
- 1982: Zmartwychwstanie Jana Wióro
- 1988: Oszołomienie
- 1989: Po własnym pogrzebie jako Janina Kalinowska
- 1989: Kanclerz (odc. 2)

Źródło: Filmpolski.pl.

## Spektakle Teatru Tv
- 1958: Okazja jako Dziennikarka
- 1960: Cud z chlebem
- 1960: Czechow
- 1963: Proces z Liege
- 1972: Dlaczego mnie budzą jako Marieke Vos
- 1972: Niedźwiedź
- 1974: Nadzieja jako Saartowa
- 1986: Spiskowcy jako Dozorczyni

Źródło: Filmpolski.pl.

## Ordery i odznaczenia
- Krzyż Walecznych[1]
- Złoty Krzyż Zasługi[1]
- Srebrny Krzyż Zasługi z Mieczami[1]
- Medal 10-lecia Polski Ludowej (19 stycznia 1955)[7]
- Brązowy Medal „Zasłużony Kulturze Gloria Artis” (28 sierpnia 2007)[8]